# ابن بسام البغدادي
أبو الحسن علي بن محمد بن نصر بن منصور بن بسام البغدادي العبرتائي (230هـ/847م - 302هـ/914م) ويُلقَّب بالبسَّامِي. هو كاتب وأديب وشاعر عاش في العصر العباسي الأوَّل.

## سيرته
ولِدَ علي بن محمد بن نصر في سنة 230هـ، ويُنسَب إلى عبرتا وهي بلدة تاريخية في جنوب العراق، في أسرة مشهورة ميسورة الحال، فجدُّه نصر كان مسؤولاً عن ديوان الخاتم والنفقات والأَزِمَّة، وأبوه كان غنياً مُترفاً حسن المسكن والملبس، وأمُّه هي أُمامة شقيقة أحمد بن حمدون النديم. نشأ ابن بسام عاقاً لوالديه، وهجاهما في أشعاره، وكان خبيث اللسان لا يسلم أحد من هجائه. لا تذكر الروايات عنه شيئاً في الفترة بين نشوئه وتعيينه مسؤولاً عن البريد في مصر، ويبدو أنَّه كان مُقرَّباً من الخليفة المعتضد، وعندما تولَّى الوزارة القاسم بن عبيد الله أراد أن ينتقم من ابن بسام بسبب هجائه إياه، إلا أنَّ المعتضد منعه من ذلك. كان ابن بسام ماجناً مُسرِفاً، واعتنق المذهب الشيعي ورثى آل البيت. تُوفِّي ابن بسام البغدادي بعدما بلغ السبعين في شهر صفر من عام 302هـ، وقِيل أنَّ وفاته كانت في 303هـ، وقيل أنَّه تُوفِّي بعد 315هـ.

## مؤلفاته
تُنسَب إليه المؤلفات التالية:
- جُمِعَ ديوانه في مائة ورقة.
- «ديوان الرسائل».
- «أخبار عمرو بن أبي ربيعة».
- «أخبار الأحوص».
- «متناقضات الشعراء».
- «كتاب المعاقرين».